# پائولا هاوکینز (نویسنده)
پائولا هاوکینز (به انگلیسی: Paula Hawkins) (زاده ۲۶ اوت ۱۹۷۲) نویسندهٔ بریتانیایی است که به خاطر رمان پرفروش دختری در قطار شناخته شده‌است.
هاوکینز در کشور زیمبابوه در شهر هراره به دنیا آمده و در آنجا بزرگ شد. پدرش استاد اقتصاد و روزنامه‌نگار مالی بود. پائولا در سال ۱۹۸۹ در سن هفده سالگی به لندن رفت، بعدها در دانشگاه آکسفورد لندن فلسفه، سیاست و اقتصاد خواند. به عنوان روزنامه‌نگار و گزارشگر مالی در نشریهتایمز کار کرد، در تعدادی از موسسات انتشاراتی کار کرده و کتابی از توصیه‌های مالی برای زنان به نام «الههٔ پول» نوشت.
هاوکینز تقریباً در سال ۲۰۰۹ شروع به نوشتن داستان کمدی رمانتیک به نام امی سیلور کرد، و چهار رمان دیگر هم نوشت. او موفقیت تجاری زیادی کسب نکرد تا زمانیکه تصمیم گرفت یک داستان عمیق‌تر و جدی‌تر بنویسد. کتاب او دختری در قطار پرفروشترین کتاب سال ۲۰۱۵، سه‌گانه کاملی با موضوعاتی مانند خشونت خانگی، و استعمال الکل و مواد مخدر بود. برای نوشتن رمان شش ماه تمام وقت گذاشت او در آن زمان از نظر مالی در مضیقه بود و برای کامل کردن کتابش مجبور شد از پدرش پول قرض کند. هاوکینز در جنوب لندن زندگی می‌کند.